# DVD+RW

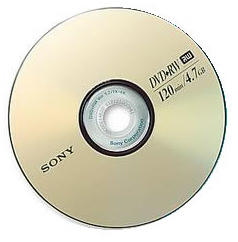
Discs DVD+RW

Un DVD+RW (DVD+regravable) és un disc òptic regravable amb una capacitat d'emmagatzematge equivalent a un DVD+R, típicament 4,7 GB (interpretat com a ≈ 4,7 × 10 ⁹, realment 2.295.104 sectors de 2.048 bytes cadascun). El format va ser desenvolupat per una coalició d'empreses, coneguda com la DVD+RW Alliance, a finals de 1997, encara que l'estàndard va ser abandonat fins al 2001, quan va ser profundament revisat i la capacitat va créixer de 2,8 GB a 4,7 GB. El reconeixement per a desenvolupar l'estàndard és sovint atribuït unilateralment a Philips, un dels membres de la DVD+RW Alliance. El DVD+RW no ha estat encara aprovat pel DVD Forum, tot i que el format és massa popular perquè sigui ignorat pels fabricants, i, de fet, els discs DVD+RW es poden reproduir en 3 de cada 4 reproductors de DVD d'avui en dia.

## Procès de gravació
Aquest format de DVD grava les dades en el recobriment de canvi de fase d'un solc espiral "wobulat" inscrit de fàbrica, en el substrat inferior de policarbonat del disc verge. El solc del DVD+RW ondula a major freqüència que la del DVD-RW, i permet mantenir constant la velocitat de rotació del disc o la velocitat lineal a mesura que el tram llegit passa pel cap lector. El major avantatge respecte al DVD-RW és la rapidesa a l'hora de gravar-los, ja que s'evita el llarg temps de formatat previ (reduït a 2 minuts), i el tancament de disc posterior que pot arribar a trigar més de 30 minuts. A més és compatible amb la tecnologia lossless linking  que permet aturar la gravació en qualsevol moment, mantenint la compatibilitat amb DVD-Video. Un altre avantatge d'aquesta tecnologia és la possibilitat que dona el sistema Mount Rainier, per utilitzar el disc com un disquet de 4,3 GB. Per a això es necessita un controlador de dispositiu a l'ordinador.

## Característiques
La mesura de la seva velocitat es realitza mitjançant múltiples de 1.350 Kbytes per segon. És a dir, si un gravador de DVD, té una capacitat de transferència de dades de 6x, significa que és capaç de gravar a una velocitat de 6x1350 = 8100 Kbytes per segon.

### Temps mitjans de gravació
| Velocitat de la unitat | Velocitat de dades | Velocitat de dades | Temps d'escriptura de disc | Taxa de CD equivalent | Velocitat de lectura |
| ---------------------- | ------------------ | ------------------ | -------------------------- | --------------------- | -------------------- |
| 1×                     | 11.08 Mbit/s       | 1.385 MB/s         | 53 min                     | 9×                    | 8×–18×               |
| 2×                     | 22.16 Mbit/s       | 2.770 MB/s         | 27 min                     | 18×                   | 20×–24×              |
| 4×                     | 44.32 Mbit/s       | 5.540 MB/s         | 14 min                     | 36×                   | 24×–32×              |
| 5×                     | 55.40 Mbit/s       | 6.925 MB/s         | 11 min                     | 45×                   | 24×–32×              |
| 6×                     | 66.48 Mbit/s       | 8.310 MB/s         | 9 min                      | 54×                   | 24×–32×              |
| 8×                     | 88.64 Mbit/s       | 11.080 MB/s        | 7 min                      | 72×                   | 32×–40×              |
| 10×                    | 110.80 Mbit/s      | 13.850 MB/s        | 6 min                      | 90×                   | 32×–40×              |
| 16×                    | 177.28 Mbit/s      | 22.160 MB/s        | 4 min                      | 144×                  | 32×–40×              |
| 18×                    | 199.44 Mbit/s      | 24.930 MB/s        | 3 min                      | 162×                  | 32×–40×              |
| 20×                    | 221.60 Mbit/s      | 27.700 MB/s        | 2 min                      | 180×                  | 32×–40×              |
| 24×                    | 265.92 Mbit/s      | 33.240 MB/s        | 2 min                      | 216×                  | 32×–48×              |

Notes:
- La velocitat de gir real de DVD 1 × és 3 vegades el del CD 1 ×
- El temps d'escriptura de discs a la taula no inclou la sobrecàrrega, l'execució, etc.